# Plaza Francisco de Paula Santander
Para el parque del mismo prócer en el centro de Bogotá ver Parque Santander

La Plaza Francisco de Paula Santander, comúnmente Plaza "Che" y también conocida como Plaza Central, es la plaza principal de la Universidad Nacional de Colombia en su sede Bogotá. Es un punto neurálgico de la Universidad, agrupando al Auditorio León de Greiff, la Biblioteca Central, la Torre de Enfermería, entre otros. 

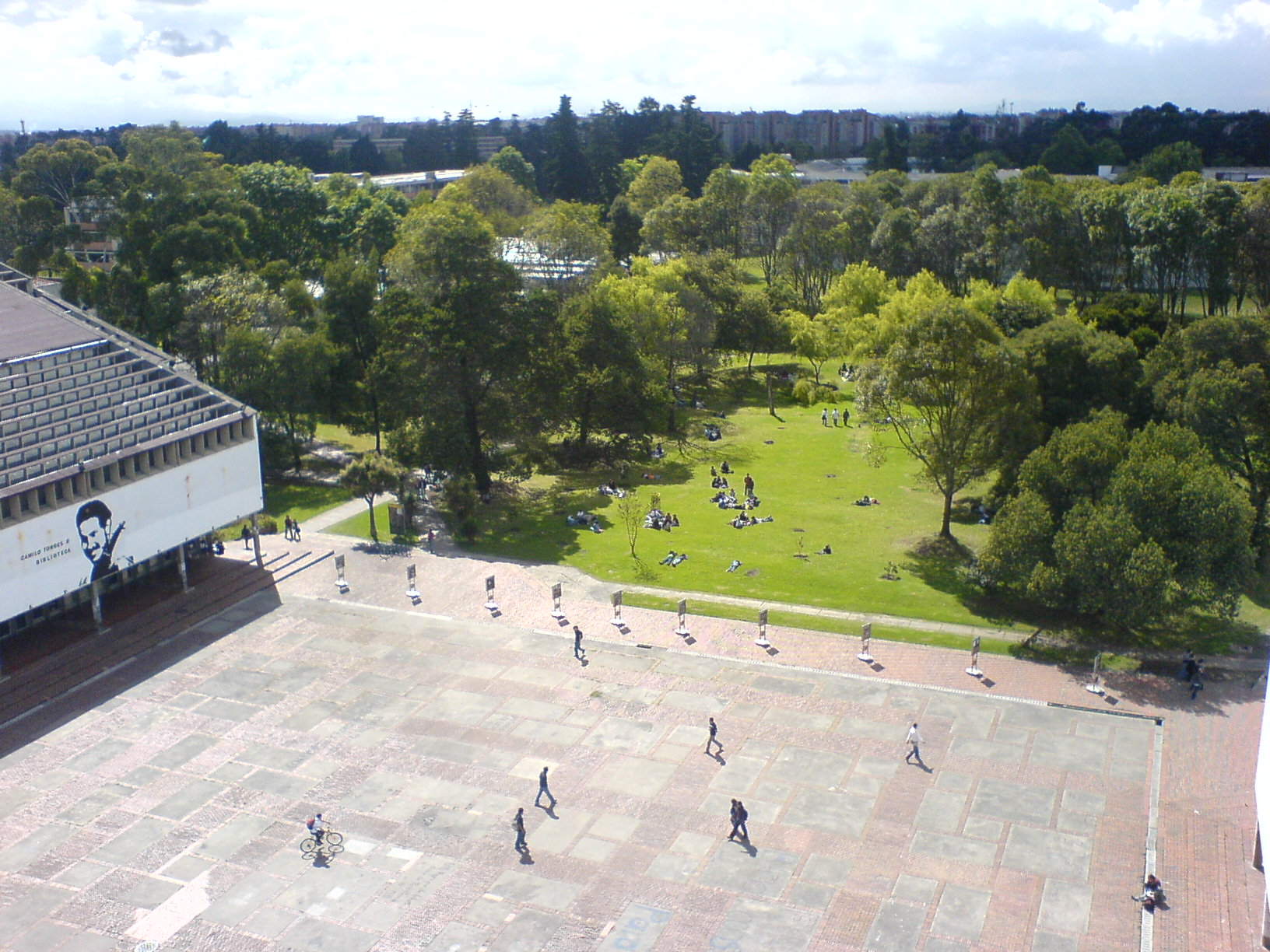
Vista aérea de la Plaza Santander, con la Biblioteca a la izquierda, en 2007 con la efigie de Camilo Torres Restrepo.

### Historia y nombre
Bautizada en un primer momento en honor de Francisco de Paula Santander, dicha plaza contaba con una estatua del estadista. 
La estatua de Santander fue removida durante protestas estudiantiles de 1976. La plaza contaba con un retrato del Che Guevara y Jaime Garzon sobre el Auditorio, los cuales fueron removidos durante algunas remodelaciones al edificio durante el año 2023, y un retrato de Camilo Torres sobre la biblioteca. Fue repintado por los estudiantes de la Universidad Nacional en abril de 2024, durante el paro en contra de la elección del rector, en donde fueron incluidos además del Che y Jaime Garzón, Jorge Eliécer Gaitán, Policarpa Salavarrieta y Beatriz Sandoval, símbolo del movimiento estudiantil. Con el paso del tiempo, otros personajes de la vida nacional e intencional se han sumado a los murales, pintados por los estudiantes sin la autorización de la universidad. 
Cabe destacar que el nivel central, incluyendo directivas y otros liderazgos de la Universidad, se ha respetado al “Che” por tradición del movimiento estudiantil. Cuando retocan el edificio de blanco para cubrir manchas bordean con cuidado los retratos. Hay quienes por interpretación vinculan la imagen con el estatus de patrimonio arquitectónico del auditorio: “cuando se declara así la imagen hace parte de la fachada” 

### Debate sobre nombre de la Plaza Central en 2016
En 2016, se generó un debate sobre el uso del nombre Plaza Che para denominar a la plaza, Jaime Garzón, argumentando que es un personaje nacional que representa más a Colombia, o proponiendo una consulta participativa en la que estudiantes elijan democráticamente el futuro del mural del Auditorio. No obstante ninguna de las propuestas prosperó por lo cual sigue siendo habitual ver la imagen del Che y otros revolucionarios colombianos en las fachadas adyacentes a la plaza.